# Первоцвет даоненский
Первоцвет даоненский, или примула даоненская (лат. Primula daonensis) — многолетнее травянистое растение, вид рода Первоцвет (Primula) семейства Первоцветные (Primulaceae).

## Описание

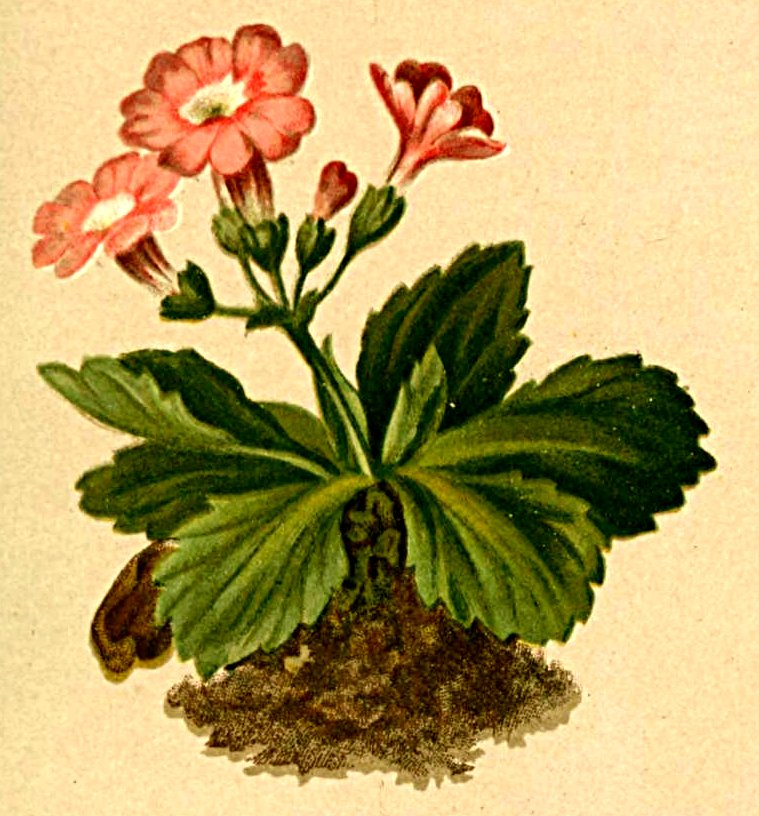
из книги Atlas der Alenflora (1882) Хартингер, Антон

Многолетнее травянистое растение, в период цветения может достигать высоты 9 см.
Цветки имеют зубчатые лепестки красновато-розового или сиреневого цвета, расположенные на стебле; также имеют обычно белый звездчатый глазок.
Листья оливково-зелёного цвета с красноватыми краями; узкие, обратноланцетные; образуют прикорневую розетку у основания растения; на кончиках имеют зубцы. Листья несколько липкие из-за наличия железистых волосков.

## Распределение
Вид встречается в горном хребте Альп, где популяции существуют как в восточно-центральной, так и в восточной части региона. P. daonensis произрастает в странах Австрии, Италии и Швейцарии.

## Места обитания
P. daonensis произрастает на альпийских пастбищах на кислых почвах. Обычно встречается в районах с большим количеством гранитных пород; растёт в расщелинах скал и на каменистых склонах. Обитает на высоте от 1500 до 3000 метров над уровнем моря.

## Экология
Первоцветы даоненский и жёстковолосистый (Primula hirsuta) растут в пределах горного хребта Альп, однако P. hirsuta растёт на участках с известковыми щелочными породами, а P. daonensis заменяет его на участках с кислыми породами, такими как гранит.
Известно, что в дикой природе в природе вид образует гибриды с первоцветами: ушковидным (Primula auricula), широколистным (Primula latifolia), жёстковолосистым (Primula hirsuta) и маленьким (Primula minima).

## Синонимы
Согласно данным GBIF на февраль 2024 года в синонимику вида входят следующие названия:
- = Auricula-ursi daonensis (Leyb.) Soják
- = Auriculaursii daonensis (Leyb.) Soják
- = Primula cadinensis Porta
- = Primula coronata Porta
- ≡ Primula hirsuta Rchb.
- = Primula hirsuta Rchb. ex Nyman
- ≡ Primula oenensis E.Thomas
- = Primula oenensis E.Thomas ex Schott
- = Primula oenensis Gremli
- = Primula oenensis f. breviscapa Widmer
- = Primula oenensis var. judicariae Widmer
- = Primula stelviana Vulpius
- ≡ Primula villosa var. daonensis Leyb.basionym
- = Primula ×plantae Brügger